# 劇団こぐま座
劇団こぐま座（げきだんこぐまざ、株式会社こぐま座）は、幼児、子供向けのぬいぐるみ人形劇（着ぐるみ人形劇）を企画、製作、実演、上演をする劇団。本社所在地は千葉県松戸市、在籍劇団員数は約20名。年間約200ステージの上演を行っているぬいぐるみ人形劇団の老舗である。過去には、後楽園ゆうえんち（現．東京ドームシティアトラクションズ）のマスコットキャラクター「ドン・チャック」とその仲間たちの操演と出演を1973年から2005年までの約32年間に亘って担当した。

## 概要
- 1969年5月、東京都目黒区祐天寺で株式会社こぐま座を設立。初上演作品は「迷い子の仔猫とこぐまのコロちゃん」。
- 1970年3月から5月、大阪万国博覧会（EXPO'70）で「こぐま座ショー」を公演。
- 1973年4月から2005年5月の約32年間に渡り、後楽園ゆうえんち「ドン・チャックショー」「とびだせ！ドン・チャックショー」の制作、実演を続けた。
- 1979年からは、NHK総合テレビ「おかあさんといっしょ」（にこにこぷん）などの幼児向け番組キャラクターの操演で実績を重ねた。
- 1990年以降は、フジテレビ「ポンキッキーズ21」などの番組でも出演協力。
- 2004年以降は、「シルバニアファミリー」（エポック社）ショーの制作、実演、日本各地での公演を続けている。

## 沿革
- 1969年6月 オリジナル劇場「迷い子の仔猫とこぐまのコロちゃん」の公演を開始
- 1970年3月-5月 大阪万国博覧会「こぐま座ショー」二ヶ月間出演
- 1973年4月 後楽園ゆうえんち「ドン・チャックショー」制作、公演開始（～2005年5月公演終了）
- 1974年3月-1977年3月 豊島園 春のフェスティバル「光と音とピエロたち エルドラドフェスタ」制作、公演
- 1978年8月 劇団創立10周年記念特別 公演メルヘン劇場「赤ずきん」制作、公演
- 1979年11月　NHK総合テレビ「おかあさんといっしょ」ブンブンたいむ出演開始
- 1981年3月～ NHK総合テレビ「おかあさんといっしょ」のコーナードラマ「にこにこぷん」レギュラー出演開始
- 1985年4月～9月　つくば科学万博 EXPO'85 いばらきパビリオン「こぐま座ショー」と「アニマルズショー」に出演
- 1987年5月　第35回 横浜みなと祭 国際仮装行列に「ブレーメンの音楽隊」(関内マリナード地下街のフロートとして)で出演
- 1990年9月　国際花と緑の博覧会 EXPO'90「アニマルズ」出演
- 1994年10月 NHK教育テレビ「わいわいドンブリ」出演開始
- 1995年1月  NHK教育テレビ「英語であそぼ」出演開始
- 1998年4月　NHK教育テレビ「たっくんのおもちゃ箱」出演開始
- 2001年11月　創業者で初代社長の伊藤義彦が死去し、二代目社長が山本重男になる
- 2002年8月　NHK「BSおかあさんといっしょ」レギュラー出演開始
- 2003年7月 フジテレビ「ポンキッキーズ21」レギュラー出演開始
- 2004年7月～9月　シルバニアファミリー20周年記念ミュージカル「パーティーイブはおおさわぎ！」制作、全国13都市16会場を巡り公演
- 2005年4月　シルバニアファミリーショー イベント版 制作、公演
- 2007年4月　シルバニアファミリーミュージカル2「こどもがおとなにおとながこどもになる木の実」制作、公演
- 2007年7月　シルバニアビレッジ3周年オリジナルショー「ののはなうさぎ　夢のウエディング」制作、公演
- 2008年3月　東京都中野区南台から千葉県松戸市に本社、スタジオを移転（※現社屋）
- 2009年8月　シルバニアビレッジ5周年オリジナルショー「そよ風のシンフォニー」（4部作）制作、公演、しおかぜウサギのミュージカルショー「夢と思い出のよこはま」制作、公演
- 2010年3月～シルバニアファミリーイベント＆ショー「わくわくステージ」制作、公演開始
- 2010年3月　かしいかえんシルバニアガーデン1周年オリジナルショー制作、公演
- 2011年8月　白雪姫(新演目)制作、公演
- 2012年6月　迷子の子ネコとこぐまのコロちゃん(新演目)制作、公演
- 2012年8月　ピーターパン(新演目)制作、公演
- 2013年4月　シルバニアファミリーイベント＆ショー「わくわくステージ2」制作、公演開始
- 2013年5月　うさぎとかめ(新演目)制作、公演
- 2013年8月　シンデレラ(新演目)制作、公演
- 2014年6月　ジャックと豆の木(新演目)制作、公演
- 2014年8月　こぶとりじいさん(新演目)制作、公演
- 2015年4月～シルバニアファミリー30周年記念「アニバーサリーパーティー」(会員限定招待公演)制作、各地で公演
- 2015年9月　シルバニアファミリー30周年記念公演ミュージカルショー「シルバニア村のたからもの」を制作、一日限定で博品館劇場にて公演
- 2017年4月- シルバニアファミリーイベント＆ショー「わくわくステージ3」制作、公演開始
- 2017年7月 - シルバニアファミリータウンシリーズミュージカル「あこがれのファッションショー」制作上演開始
- 2017年8月 - メルヘン劇場「ピーターパン」リメイク版再演開始
- 2018年8月 - シルバニアファミリー2018年度ミュージカル「シルバニア村へようこそ～ステキなお客さま～」制作上演開始
- 2019年6月 - 名作劇場「新ピノッキオ」制作上演開始
- 2019年7月 - メルヘン劇場「ももたろう」制作上演開始
- 2019年8月 - シルバニアファミリー2019年度ミュージカル「どきどき!?ツリーハウス！」制作上演開始
- 2020年4月 - 公式YouTubeチャンネルを開設
- 2022年1月9日 - 着ぐるみなどを積載した劇団の3トントラックが千葉県松戸市で盗難の被害にあう[2][3]。10日に茨城県鉾田市で発見された[4][5]。

## 主な演目
世界名作童話シリーズ
- みにくいアヒルの子
- アリババと四十人の盗賊
- ブレーメンの音楽隊
- 赤ずきん
- ピーターパン
- ヘンゼルとグレーテル
- ジャックと豆の木
- ピノッキオ
- 三びきのこぶた
- こぶとりじいさん

オリジナル作品
- 迷子の仔猫とこぐまのコロちゃん　※劇団初上演作品
- 楽しい森の仲間たち
- コロちゃんのピクニック
- オモチャの冒険
- ドン・チャックショー（企画：後楽園スタヂアム、制作・実演：劇団こぐま座）（1973年～1976年）
- ドン・チャックとあそぼう！（企画：後楽園スタヂアム、制作・実演：劇団こぐま座）（1977年～1995年）
- こんにちはドン・チャック（企画：後楽園スタヂアム/東京ドームシティ、制作・実演：劇団こぐま座）（1977年～1995年）
- とびだせ！ドン・チャックショー（企画：後楽園ゆうえんち、東京ドームシティ、制作・実演：劇団こぐま座）（1987年～1995年、1999年～2005年5月）
- シルバニアファミリー20周年記念ミュージカル（企画：エポック社、制作・出演：劇団こぐま座、全国13都市16会場で公演）
- シルバニアファミリーミュージカル（企画：エポック社、制作・出演：劇団こぐま座）
- シルバニアファミリーわくわくステージ（企画：エポック社、制作・出演：劇団こぐま座）
- シルバニアファミリー30周年アニバーサリーパーティー（企画：エポック社、制作・出演：劇団こぐま座）
- シルバニアファミリー30周年記念ミニコンサート（企画：エポック社、制作・出演：劇団こぐま座）
- シルバニアファミリー30周年記念わくわくステージショー/30周年アニバーサリーミュージカルパーティーショー（企画：エポック社、制作・出演：劇団こぐま座）
- ぐりんぱ シルバニアビレッジ シルバニアファミリーショー（企画：エポック社、制作：劇団こぐま座）※2013年冬から廃止。
- かしいかえん シルバニアガーデン シルバニアファミリーショー（企画：エポック社、制作：劇団こぐま座）※現在も公演中。

ファミリー企画作品
- 水森亜土＆アニマルズショー
- ファミリーコンサート＆メルヘン劇場
- こぐま座バラエティショー
- クラウンクマゴロー＆アニマルズショー

## ビデオソフト
※以下のVHSビデオソフト、DVDビデオソフトは一部を除き2019年現在、全て廃盤。
- 劇団こぐま座 ぬいぐるみ人形劇 赤ずきん（バンダイビジュアル）1990年9月25日発売 品番：BVS-1
- 劇団こぐま座 ぬいぐるみ人形劇 ヘンゼルとグレーテル（バンダイビジュアル）1990年9月25日発売 品番：BVS-2
- 劇団こぐま座 ぬいぐるみ人形劇 ブレーメンの音楽隊（バンダイビジュアル）1990年9月25日発売 品番：BVS-3
- 劇団こぐま座 ぬいぐるみ人形劇 アソートセット（バンダイビジュアル）1990年9月25日発売 品番：BVS-1001
- シルバニアファミリーミュージカル「パーティーイブはおおさわぎ！」（エポック社）2005年3月15日発売（VHS/DVD）
- うたっておどろう！シルバニアファミリー（エポック社）2010年4月24日発売（CD+DVDの2枚組）品番：GES-14302 ※流通在庫のみの取扱い。

## 付随情報
- 劇団こぐま座は、劇団飛行船や劇団カッパ座などと並び日本国内で現在でも公演(上演)を続けている老舗のぬいぐるみ人形劇団である。劇団こぐま座のOBやOGがその後に独立し、国内各地のテーマパークや遊園地などで演技指導や一般人向けの着ぐるみ人形役者スクールなどで活躍をしている。